# 縁台将棋
縁台将棋（えんだいしょうぎ）は、夕涼みがてらに縁台で指す将棋のこと。転じて、下手同士が指す将棋のことをさす。縁台に将棋盤を出して将棋を指すこと。
囲碁などの他のボードゲームでも類似した行為がある。

## 概要
夏の夕方などに縁台と将棋盤を庭先や路地に出して将棋を指すのが典型的な光景である。ビールを飲みながら指すことも一般的であり、ほとんどの場合は夕涼みを兼ねている。路地で指す場合には通行人が観戦し、通行人をも巻き込んで熱中する姿も見られた。また銭湯で湯涼みを兼ねたり、隣近所の付き合いで指されることも多かった。
将棋盤は主に二つ折れの将棋盤、一枚ものの将棋盤、縁台に升目を掘って墨汁を流し込んだものなどの普及品が使用され、紙やベニヤ板の駒が使用されることもあった。
指し手の棋力は低いことが多く、アヒル囲いや鬼殺しなど特定の戦法・囲いが多用されるなどの特徴もあり、今日ではあまり上手でない将棋の代名詞ともなっている。
将棋大会や将棋クラブと異なり、気軽に指すことができることから庶民的人気を誇り、このような光景は昭和時代当時の作品や、昭和時代を描いた作品でもよく登場する（たとえば昭和30年代・40年代を扱った北見けんいちの『焼けあとの元気くん』、長谷川町子の『サザエさん』など）。しかし、縁台が使用されなくなるとともに徐々に姿を消し、平成以降は青空将棋や縁台将棋のイベントがある程度で、このような光景を見ることは稀となった一方、インターネットでの対局や中継が広まっている。羽生善治はネット中継が縁台将棋に通じるところがあるとしている。

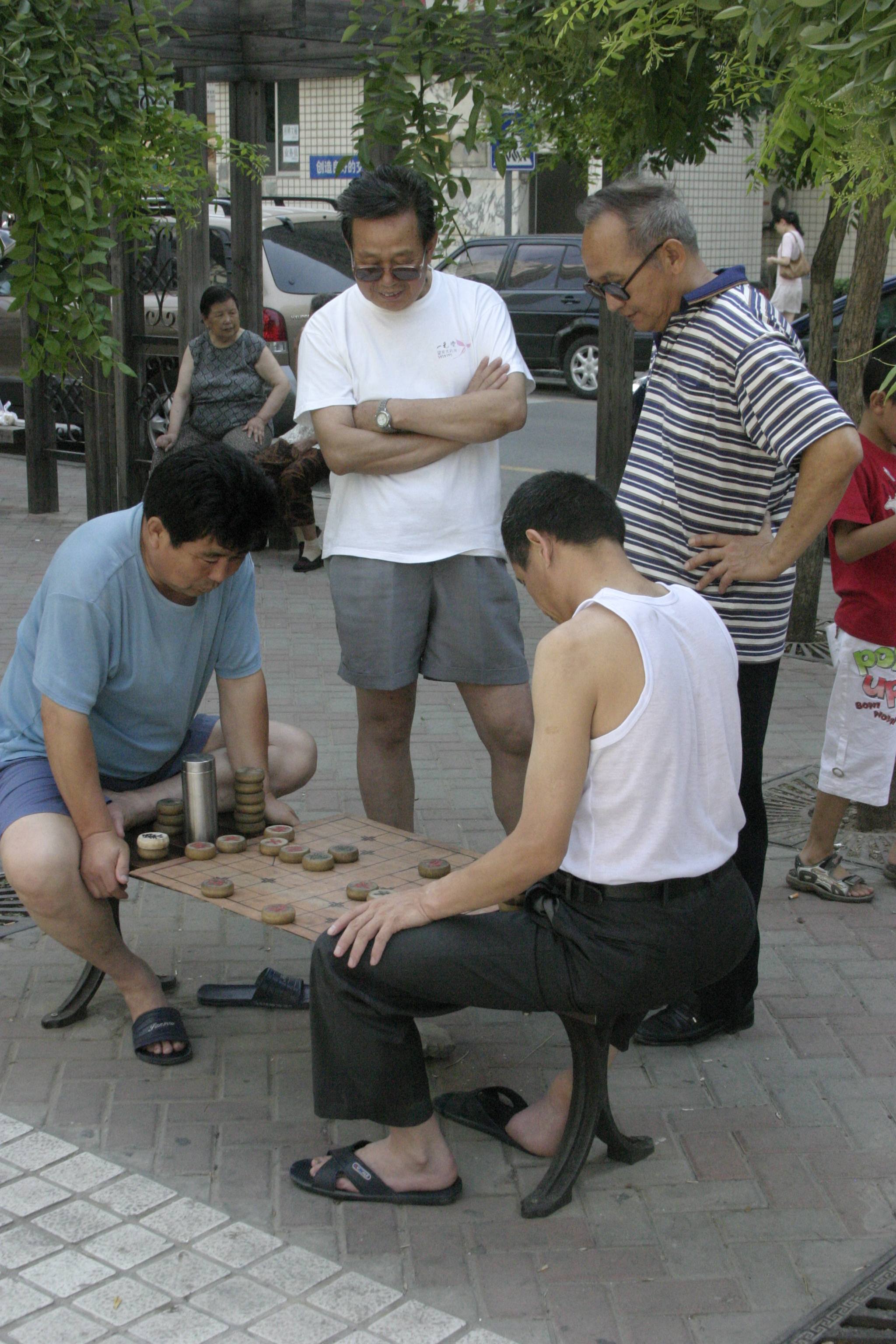
北京の街角でシャンチーの盤を囲む人たち（2005年）

## 大会・イベント
- 日本将棋連盟主催「子供縁台将棋」[5]
- 第10回日本橋みゆき通り街づくり委員会「子供縁台将棋大会」[6]
- 和丘祭 縁台将棋大会[7]
- まちかど縁台将棋[8]